# تشاك لوب
تشاك لوب (بالإنجليزية: Chuck Loeb)‏ هو عازف قيثارة جاز وعازف جاز ومنتج أسطوانات أمريكي، ولد في 7 ديسمبر 1955 في ناياك في الولايات المتحدة، وتوفي بنفس المكان في 31 يوليو 2017 بسبب سرطان.

## وصلات خارجية
- الموقع الرسمي
- تشاك لوب على موقع IMDb (الإنجليزية)
- تشاك لوب على موقع ميوزك برينز (الإنجليزية)
- تشاك لوب على موقع أول ميوزيك (الإنجليزية)
- تشاك لوب على موقع ديسكوغز (الإنجليزية)